# Pablo Ramírez López
Pablo Ramírez López es un exjugador de fútbol, de nacionalidad paraguaya. Se desempeñó como delantero. Llegó del fútbol paraguayo al argentino desde Libertad. Primeramente jugó en Atlanta, y luego en Rosario Central.

## Carrera como jugador
Llegó al fútbol argentino para vestir la casaca de Atlanta, junto a varios compatriotas. En el Bohemio jugó 14 partidos y convirtió 6 goles. En 1933 pasó a Central donde disputó 7 partidos y convirtió 6 goles. En el Torneo Gobernador Luciano Molinas de 1933 disputó 5 encuentros y le convirtió 3 goles en un partido a Sparta, y uno a Tiro Federal y a Belgrano de Rosario. En el Torneo Estímulo de ese mismo año jugó 2 partidos y le convirtió nuevamente un gol a Belgrano.

## Clubes
| Club            | País      | Año  |
| --------------- | --------- | ---- |
| Libertad        | Paraguay  | 1930 |
| Atlanta         | Argentina | 1932 |
| Rosario Central | Argentina | 1933 |

## Palmarés
| Equipo   | País     | Título           | Año  |
| -------- | -------- | ---------------- | ---- |
| Libertad | Paraguay | Primera División | 1930 |